# أكتو دي تشاكارياس
أكتو دي تشاكارياس هو احتفالٌ أُقيم على قمة سيرو تشاكارياس في سانتياغو، تشيلي، بتاريخ 9 يوليو 1977، ونظمته الديكتاتورية العسكرية في تشيلي. وقد نظمه جبهة الشباب للوحدة الوطنية لإحياء الذكرى الثانية لتأسيسها، وذكرى جديدة لمعركة لا كونسيبسيون.
أعدّ الفعالية ألفارو بوغا، مدير الشؤون العامة في الأمانة العامة للحكومة، وخايمي غوزمان، الذي كان مسؤولاً عن كتابة خطاب الرئيس الديكتاتور أوغستو بينوشيه، أما تصميم وتجهيز مسرح الفعالية، فقد تولّاه إنريكي كامبوس مينينديزالمدير الوطني لإدارة المكتبات والمحفوظات والمتاحف وجيرمان بيكر يوريتا، وهو مُعلن ذو خبرة في تنظيم العروض الضخمة.
تم دعوة سبعة وسبعين شابًا وفتاة إلى هذا الحدث، وتم اختيار هذا العدد لتمثيل الجنود التشيليين السبعة والسبعين الذين لقوا حتفهم في معركة لا كونسيبسيون عام 1882 وكان من بين المدعوين أندريس تشادويك، وهانز جيلديميستر، وكريستيان لاروليت، وخواكين لافين، وأنتونيو فودانوفيتش.
كان هذا الفعل يذكرنا بتلك التي حدثت في إسبانيا في عهد فرانكو.